# Саваканмайндан
Саваканмайндан (Джаваканмайндан, Савакан Майндан) (д/н — 1277) — останній магараджа Тамбралінги у 1262—1277 роках.

## Життєпис
Походив з династії Падмавамси. Син магараджі Чандрабхану. На 1255 рік Саваканмайндан вже був доволі дорослим та досвідченим, тому батько під час своїх кампаній на Шрі-Ланку у 1255—1258 і 1262 роках призначив його намісником володінь на Малайському півострові й Суматрі.
1262 року після загибелі батька рушив на Шрі-Ланку, де 1264 року уклав мирну угоду з Садаяварманом Сундарою Пандьяном I, володарем Пандьї, за якою визнав зверхність останнього в обмін на визнання за собою держави Джафна.
Зміцнивши своє становище на всіх землях батьківських володінь, десь наприкінці 1260-х років завдав поразки царству Дамбаденія (в центрі Шпрі-Ланки), змусивши Віджаябаху IV визнати свою владу. Це викликало невдоволення Маравармана Куласекара Пандьї I, нового володаря Пандьї. Перебіг цієї війни достеменно невідомий.
Водночас стикнувся з повстанням намісника (можливо родича) Таммасокараджа, що оголосив незалежність Накхонситхаммарату, а на Суматрі у наступ перейшла держава Мелаю. під час цих бойових дій Саваканмайндан загинув 1277 року. Тамбралінга припинила своє існування. Джафну захопив Куласекара Чінкайаріан. Північні володіння були зайняті царством Сукхотай.